# Glaphyra rufulipes
Glaphyra rufulipes là một loài bọ cánh cứng trong họ Cerambycidae.